# Heroínas de la Coronilla
Las Heroínas de la Coronilla fueron un grupo de mujeres que lucharon durante la guerra de independencia de la Real Audiencia de Charcas (hoy Bolivia), el 27 de mayo de 1812, en la ciudad de Cochabamba enfrentándose al general realista José Manuel de Goyeneche (1760-1814) quien atacó la ciudad después de vencer en el combate de Pocona tres días antes. Las mujeres de la ciudad lideradas por Manuela Gandarillas al verse sin el Ejército patriota, se organizan y deciden dar resistencia a los españoles. Se atrincheraron en la punta de la Colina de San Sebastián, en el lugar conocido como La Coronilla, a unos 1400 m del centro de Cochabamba (actualmente en el centro de la ciudad) donde los soldados realistas las vencieron.
En memoria de su valentía, en 1927 mediante la Ley del 8 de noviembre, el presidente Hernando Siles Reyes instituyó el 27 de mayo como el Día de la Madre en Bolivia.

## Antecedentes
En mayo de 1812, después de su victoria en la batalla de Huaqui (20 de junio de 1811), el general realista José Manuel de Goyeneche inició una nueva ofensiva sobre Cochabamba desde La Paz... El 24 de mayo de 1812, alcanzó las alturas de Pocona, cerca de Cochabamba. Allí atacó a Esteban Arze (1775-1815), que contaba con unos 4000 hombres mal armados y consiguió desalojarlo de su posición y capturar su artillería. Las fuerzas en retirada de Arze se replegaron. Habiéndose reagrupado, Arze recibió un emisario de Mariano Antezana (1771-1812), gobernador de Cochabamba, que le solicitaba retirarse. Arze obedeció, pero les dijo a sus hombres: «Esta retirada no se hace por mí: estamos en la mejor situación para vencerlos, y me manda llamar Antezana».
Antezana envió parlamentarios a Goyeneche ofreciendo rendición, actitud esta que aceptó ordenando que cesara el combate. La derrota provocó el distanciamiento entre Arze y Antezana, quien intentaba así acordar con el comandante realista:

Esa misma noche caminamos de regreso y al día encontramos todos con dicho Antezana y entonces empezaron a reñir con el general [sic, por «coronel»] Arze y el dicho Antezana, tanto que hubieron de pelearse entre los dos y se dijeron que cada uno vaya a defender el lugar donde vivía, esto es, el gobernador Antezana, Cochabamba y el general Arze el valle de Tarata.
Francisco Turpín

De acuerdo a lo resuelto, Arze, junto a Carlos Taboada y otros 300 revolucionarios sin reconocer el armisticio, intentaron retirarse hacia el sur, pero el 7 de junio de 1812 se encontraron en Mollemolle (Molles) con los cívicos y una compañía de mercenarios migueletes de Chuquisaca (actual ciudad de Sucre). Fueron derrotados y capturados. Los líderes fueron ejecutados.

## Ataque sobre Cochabamba
El gobernador Antezana retornó a Cochabamba, donde intentó reunir refuerzos. Goyeneche hizo avanzar a sus soldados hacia la ciudad, pero desde La Tamborada se les abrió fuego nuevamente, por lo que reinició el ataque. Antezana le hizo saber que él se rendía. La resistencia de la ciudad se redujo así a un pequeño ejército de mujeres armadas de machetes, mazos, algunos fusiles y tres cañones, comandadas por una anciana ciega llamada Manuela Gandarillas y las vendedoras del mercado popularmente conocidas como chifleras.
Goyeneche tampoco aceptó acuerdo alguno con Antezana y el 27 de mayo de 1812 hizo entrar a sus soldados, permitiéndoles que durante dos horas saquearan Cochabamba. Los soldados forzaron los domicilios buscando a los líderes, incluyendo la finca de Esteban Arze, donde su esposa Manuela Rodríguez Terceros enfrentó a los que irrumpieron en su hogar, y encabezó a las mujeres que salieron a las calles con sus hijos protestando contra los allanamientos al grito de «¡nuestro hogar es sagrado!». Las mujeres de Cochabamba, ante la cobardía de sus esposos, padres e hijos ―quienes prefirieron negociar con las fuerzas españolas que se acercaban, decidieron defender a sangre y fuego sus hogares. Las mujeres se dirigieron a la colina de San Sebastián. Goyeneche cercó la colina donde se concentraba la resistencia y la capturó después de dos horas de combate.

Habiendo yo quedado en Cochabamba, y en destacada en un lugar llamado Colque Pirgua, a los cuatro días vino la noticia de que el general Arce había sido derrotado, entonces don Mariano Antezana nos mandó llamar a la ciudad, y habiendo formado todas sus tropas nos dijo: «¿Juran soldados defender la Patria?», a lo que respondimos «sí»; pero como todos los soldados desconfiaron que el gobernador Antezana era sarraceno, sospecharon que los iba a entregar y así la mayor parte de ellos desertaron.
En este mismo día por la tarde hubo Cabildo Abierto y nuevamente Antezana dijo: «¿Cumpliréis lo que habéis dicho de defender la Patria y la excelentísima Junta de Buenos Aires?». Algunos respondieron que sí, pero ya no había más de mil hombres escasos, y entonces las mujeres dijeron: «Si no hay hombres nosotras defenderemos». A poco rato mandó informar el señor Antezana que él ya se rendía, y que todas las armas las pusieran en el cuartel, que él se iba y, que el que quisiera seguirlo que lo siguiese, mandó al mismo tiempo que se asegurasen las armas bajo llave. Hecha esta diligencia repentinamente se congregaron todas las mujeres armadas de cuchillos, palos, barretas y piedras en busca del gobernador Antezana para matarlo, pero no lo encontraron. Luego vino un caballero Mata Linares, a quien dejó las llaves Antezana, y éste abrió el cuartel, entraron las mujeres, sacaron los fusiles, cañones y municiones, y fueron al punto de San Sebastián, al pie de La Coronilla, extramuros de la ciudad, donde colocaron las piezas de artillería.
Al día siguiente hubo un embajador de parte de Goyeneche, previniendo que venían ellos en paz a unirse como con sus hermanos, que desistan de esa empresa bárbara; el pliego se entregó al único oficial capitán de Caballería que quedaba, don Jacinto Terrasas, y habiendo éste preguntado a todas ellas si querían rendirse, dijeron que no, que más bien tendrían la gloria de morir matando y el embajador que vino a Cochabamba murió en manos de las mujeres.
A poco rato se vio ya formado el ejército enemigo e inmediatamente rompieron el fuego las mujeres con los rebozos atados a la cintura, haciendo fuego por espacio de tres horas: el enemigo acometió por cuatro puntos y mataron treinta mujeres, seis hombres de garrote y tres fusileros, y en esta confusión me hicieron prisionero, manteniéndome atado a la cureña de un cañón y lo mismo a dos mujeres; a los seis días de mi prisión prendieron también al señor Antezana en el convento de San Francisco, le dieron tres días de término y lo pasaron por las armas después; después de muerto le cortaron la cabeza, y colocaron en la plaza mayor de la ciudad.
Francisco Turpín

## Legado

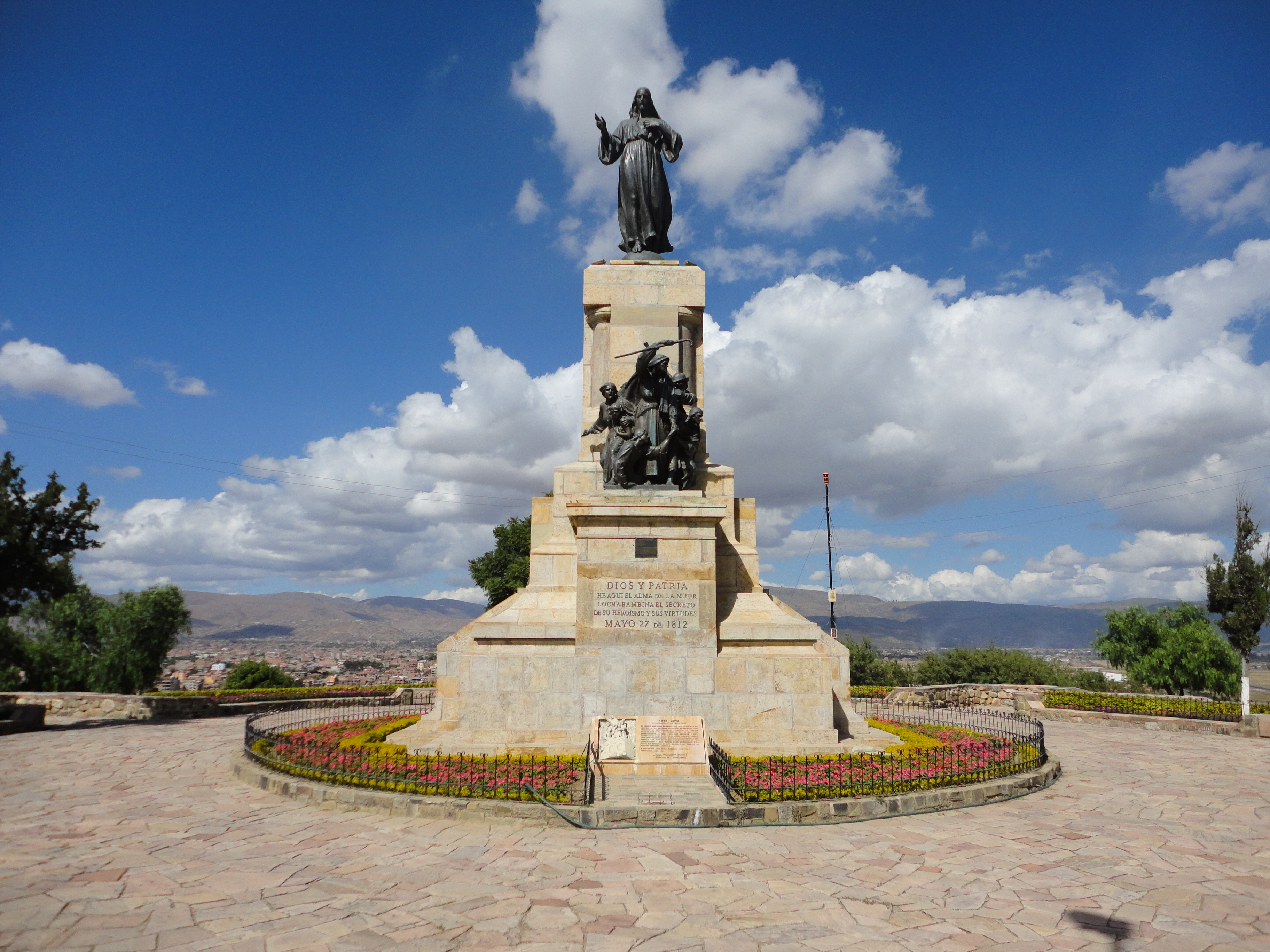
Monumento a las Heroínas de la Coronilla, Cochabamba

El general argentino Manuel Belgrano se enteró de la masacre casi un mes después, el 22 de junio, por los informes que le llevaron algunos fugitivos y posteriormente el soldado Francisco Turpín, perteneciente a la Primera Compañía de Fusileros del Regimiento n.º 6, le brindó un detallado informe de lo sucedido que fue transmitido a Buenos Aires.
El mismo Belgrano, que en 1812 se encontraba en la ciudad de San Salvador de Jujuy dirigiendo el Ejército del Norte, transmitió a Buenos Aires el único documento irrebatible que a la fecha da fe del holocausto y sacrificio de las mujeres cochabambinas en La Coronilla: el informe del soldado patriota Francisco Turpín.

Todas las noches, a la hora de la lista, un oficial de cada cuerpo militar preguntaba en alta voz: «¿Están presentes las mujeres de Cochabamba?». Y otro oficial respondía: «Gloria a Dios, han muerto todas por la patria en el campo del honor».
¡Gloria a las cochabambinas que se han demostrado con un entusiasmo tan digno de que pase a la memoria de las generaciones venideras!
Ellas han dado un ejemplo que debe excitar, señor excelentísimo, los sentimientos más apagados por la patria, y estoy seguro de que no será el último con que confundan a las de su sexo que, alucinadas, trabajan en contra de la causa sagrada, y aun a los hombres que prefieren la esclavitud, por no exponer sus vidas para asegurar nuestros justos derechos
Manuel Belgrano (Jujuy, 4 de agosto de 1812).

Todos los 27 de mayo se celebra en Bolivia el Día de la Madre.